# Sayeeda Warsi, Baroness Warsi

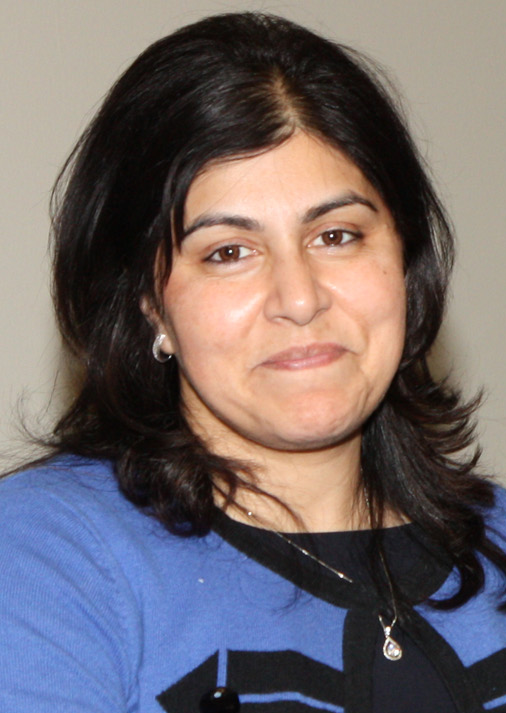
Sayeeda Warsi, Baroness Warsi, 2012

Sayeeda Hussain Warsi, Baroness Warsi, PC (Urdu سعیده حسین وارثی; * 28. März 1971 in Dewsbury, Kirklees, West Yorkshire, England) ist eine britische Politikerin der Conservative Party pakistanischer Herkunft.
Von Mai 2010 bis September 2012 war sie gemeinsam mit Lord Feldman of Elstree Co-Vorsitzende der Konservativen Partei und Ministerin ohne Geschäftsbereich im Kabinett Cameron I. Am 4. September 2012 wurde sie Staatssekretärin (Senior Minister of State) im Außenministerium. Sayeeda Warsi war außerdem für die Gemeinden und lokale Verwaltung im Department for Communities and Local Government zuständig. Am 4. August 2014 trat sie aus Protest gegen die Haltung der britischen Regierung im Gazakonflikt aus der Regierung aus.

## Leben

### Rechtsanwältin und erfolglose Kandidatur für das Unterhaus
Nach dem Besuch der Birkdale High School und des Dewsbury College  war sie bereits dort als Vizepräsidentin der Studentenunion politisch engagiert. Danach studierte sie Rechtswissenschaft an der University of Leeds. Nach Abschluss dieses Studiums mit einem Bachelor of Laws (LL.B.) absolvierte sie ein postgraduales Studium der Rechtswissenschaft an der University of York. Während der Ausbildung leistete sie auch Wahlstationen beim Königlichen Anklagedienst (Crown Prosecution Service) sowie bei der Einwanderungsabteilung des Innenministeriums (Home Office Immigration Department).
Nach ihrer Qualifizierung zum Solicitor war sie in der Anwaltskanzlei Whitfield Hallam Goodall Solicitors des ehemaligen konservativen Unterhausabgeordneten von Dewsbury, John Whitfield tätig, ehe sie mit George Warsi Solicitors eine eigene Kanzlei eröffnete. Dabei engagierte sie sich insbesondere gegen Rassismus und war Aktivistin für die Wahrnehmung und eine strengere Gesetzgebung bei erzwungenen Eheschließungen, Beschneidung weiblicher Genitalien sowie dem Genuss der Rauschdroge Khat.
Ferner war sie für die Operation Black Vote in West Yorkshire sowie über viele Jahre als Exekutivmitglied des Kirklees Racial Equality Council aktiv, einem Gremium zur Förderung der Gleichheit der Rassen und Völker. Daneben ist sie auch Mitglied des Racial Justice Committee des Joseph Rowntree Charitable Trust und dessen Repräsentantin auf zahlreichen nationalen Konferenzen.
Daneben war sie Mitarbeiterin bei einem Forschungsprojekt des Arbeitsministeriums von Pakistan und ist zurzeit Vorsitzende der Savayra Foundation, einer in Pakistan ansässigen Wohltätigkeitsorganisation für Frauen.
Im Juni 2004 wurde sie Beraterin für Gemeinwesenbeziehungen des damaligen Oppositionsführers Michael Howard und kandidierte bei den Unterhauswahlen am 5. Mai 2005 um einen Sitz im Unterhaus (House of Commons). Im Wahlkampf hatte sie sich gegen die Angleichung des Schutzalters für homosexuelle Handlungen an die für heterosexuelle ausgesprochen und behauptet, in der Schule würde Homosexualität  Siebenjährigen aufgenötigt. Später entschuldigte sie sich dafür und räumte ein, bezüglich der Gleichberechtigung von Schwulen und Lesben auf der falschen Seite der Geschichte gestanden zu haben. “and that homosexuality was being ‘peddled’ to children as young as seven in schools”.
Obwohl sie den Einzug ins Parlament verpasste, wurde sie vom neuen Oppositionsführer David Cameron im Juni 2005 zur Vize-Vorsitzenden der Conservative Party ernannt und war als solche bis Juli 2007 insbesondere für die Städte verantwortlich.
Im Juli 2007 berief sie Cameron in sein konservatives Schattenkabinett.

### Life Peer und erste Muslimin als Ministerin
Am 11. Oktober 2007 wurde sie als Life Peer mit dem Titel Baroness Warsi, of Dewsbury in the County of West Yorkshire, in den britischen Adelsstand erhoben und war, zum Zeitpunkt ihrer Ernennung, das jüngste Mitglied des House of Lords.
In diesen Funktionen setzte sie sich als Repräsentantin Großbritanniens mit Lord Ahmed erfolgreich für die Freilassung der britischen Lehrerin Gillian Gibbons im Sudan im Dezember 2007 ein.
Nach dem Wahlsieg der Conservative Party bei den Unterhauswahlen am 6. Mai 2010 wurde Warsi am 11. Mai 2010 von Premierminister David Cameron zur Ministerin ohne Geschäftsbereich (Minister without Portfolio) in dessen Kabinett berufen. Sie war damit die erste muslimische Frau auf einem Ministerposten in Großbritannien. Zugleich wurde sie gemeinsam mit Lord Feldman of Elstree Co-Vorsitzende der Conservative Party. 2012 wechselte sie als „Senior Minister“ (entspricht im Deutschen einem Staatsminister) ins Foreign Office.
Wiederholt geriet Warsi wegen der Nichteinhaltung von Compliance-Regeln in die Schlagzeilen. Im Mai 2012 räumte sie ein, dass sie bei der Offenlegung ihrer Nebeneinkünfte gegenüber dem Oberhaus Mieteinnahmen nicht angegeben hatte.
Zur gleichen Zeit geriet sie für die Abrechnung von knapp 2.000 GBP Übernachtungsspesen in die Kritik, da sie in der Wohnung ihres späteren Beraters übernachtet hatte. Warsi entschuldigte sich für beide Sachverhalte. Alex Allan, der verbeamtete Staatssekretär für Kabinettsangelegenheiten, stellte fest, dass Warsi zweimal den Verhaltenskodex für Kabinettsmitglieder verletzt habe. Einmal hatte sie einen Geschäftspartner auf eine dienstliche Auslandsreise mitgenommen, einen andermal habe sie den Geschäftspartner mit Premier David Cameron in Downing Street Number 10 zusammengebracht. Auch für diese Regelverletzungen habe sich Warsi entschuldigt.

### Rücktritt
Am 5. August 2014 trat sie von allen ihren Regierungsposten zurück und verließ das Kabinett, da sie die Gaza-Politik der britischen Regierung nicht mehr unterstützen könne. In ihrem Rücktrittsbrief schrieb sie, dass sie auf lange Sicht auf nationaler und internationaler Ebene an eine Beschädigung des Ansehens Großbritanniens durch dessen Gaza-Politik glaube.
In einem Interview mit Huffington Post sagte Warsi, sie bereue sehr, sich nicht bereits im November 2012 gegen die britische Position ausgesprochen zu haben, die Eigenstaatlichkeit Palästinas gegenüber den Vereinten Nationen nicht anzuerkennen. Diese Haltung habe das Vereinigte Königreich „auf die falsche Seite der Geschichte platziert“. In einem Interview mit Channel 4 News deutete Warsi zudem an, Cameron habe seine Weigerung, die israelischen Aktionen in Gaza als disproportional zu bezeichnen, mit „Leisetreterei“ erfolgen lassen:

“I think for me, it’s morally indefensible where after four weeks of a conflict – more than a quarter of the Gazan population displaced, nearly 2,000 people killed, nearly 400 innocent children killed – we still cannot find the words to say we condemn this and we feel this action has been disproportionate. These issues are far too serious for us to have been mealy-mouthed and for us to be dragging our heels.”

„Ich denke, es ist moralisch unvertretbar, wenn wir nach vier Wochen eines Konflikts, nachdem über ein Viertel der Bevölkerung des Gaza vertrieben, fast 2.000 Menschen getötet, fast 400 unschuldige Kinder getötet wurden, noch immer nicht die Worte finden können um auszusprechen, dass wir dies verurteilen und dass wir diese Aktion als unverhältnismäßig empfinden. Diese Angelegenheit ist bei weitem zu ernst, als dass wir Leisetreter hätten sein dürfen und als dass wir es verschleppen.“

### Brexit
Wenige Tage vor dem Referendum über den möglichen EU-Austritt des Vereinigten Königreichs aus der EU 2016 erklärte sie, dass sie aufgrund der fremdenfeindlichen Inhalte der Kampagne der „Brexit“-Befürworter diese nicht weiter unterstützen könne. Sie werde daher gegen den „Brexit“ stimmen. Ein Sprecher der Austrittsbefürworter erklärte, dass man sich bisher nicht bewusst gewesen sei, dass Warsi sie bisher unterstützt habe.